# NGC 1805
NGC 1805 是剑鱼座的一個星系。位于大麦哲伦星系中，由苏格兰天文学家詹姆士·丹露帕于1826年发现。

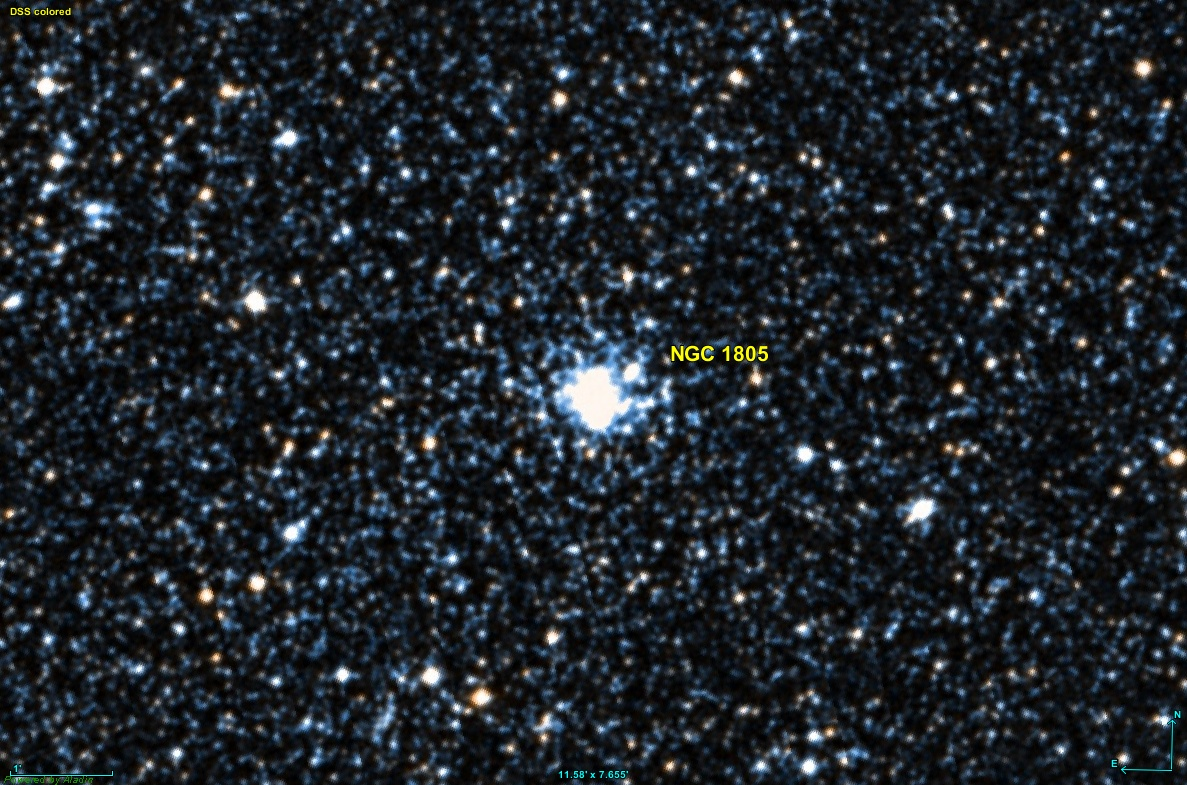
NGC 1805 DSS